# آرثر كارمان
آرثر كارمان هو مؤرخ وصحفي وسياسي نيوزيلندي، ولد في 2 أغسطس 1902، وتوفي في 28 نوفمبر 1982.